# Phlomis puberula
Phlomis puberula là một loài thực vật có hoa trong họ Hoa môi. Loài này được Krylov & Serg. miêu tả khoa học đầu tiên năm 1933.